# Bolckow
Bolckow – miejscowość w Stanach Zjednoczonych, w stanie Missouri.
Liczba mieszkańców w 2000 roku wynosiła 234.